# Andreas Schifferer
Andreas Schifferer, né le 3 août 1974, est un skieur alpin autrichien.

## Palmarès

### Jeux olympiques
- Jeux olympiques d'hiver de 2002
  - médaille de bronze en Super G

### Championnats du monde
- Championnats du monde de ski alpin 1997
  - médaille de bronze en Slalom géant

### Coupe du monde
- Vainqueur du classement de descente en 1998.
- 8 succès en course (1 en super G, 7 en descente)
- 28 Podiums

(État au 23 décembre 2005)

#### Saison par saison
- 1997 : 
  - Super G : 1 victoire (Vail ( États-Unis))
- 1998 : 
  - Descente : 4 victoires (Beaver Creek ( États-Unis), Bormio ( Italie), Wengen ( Suisse), Garmisch-Partenkirchen ( Allemagne))
- 1999 : 
  - Descente : 2 victoires (Kvitfjell × 2 ( Suède))
- 2000 : 
  - Descente : 1 victoire (Val Gardena ( Italie))